# Українська міжбанківська валютна біржа
Українська міжбанківська валютна біржа (УМВБ) — українська валютна біржа, ПрАТ.

## Історія
Біржу організовано в 1992 році як госпрозрахунковий підрозділ НБУ - з метою упорядкування операцій купівлі-продажу іноземної валюти. В 1993 році, після прийняття постанови Правління НБУ «Про Українську міжбанківську валютну біржу», вона була реорганізована в Українську міжбанківську валютну біржу (УМВБ).
Основними функціями валютної біржі є організація торгів і укладання угод з купівлі-продажу іноземної валюти з членами біржі, здійснення котирування поточного ринкового курсу гривні, визначення поточних курсів іноземних валют по відношенню до гривні, організація операцій НБУ щодо регулювання курсу національної валюти, проведення розрахунків в іноземній валюті згідно з укладеними на біржі угодами.

## Сучасність
Членами біржі можуть бути тільки банки, фінансові установи та спеціалізовані брокерські контори, що мають ліцензію НБУ на ведення валютних операцій. Національний банк України та засновники, що мають ліцензії НБУ на ведення валютних операцій, вважаються членами біржі за статусом.
Члени біржі сплачують вступні, щорічні членські внески та внески до страхового фонду біржі. Для прийому в члени біржі потрібно мати рекомендацію двох засновників та подати певні документи, серед яких завірений аудитором річний фінансовий звіт. Комерційні банки для прийому в члени біржі повинні не менш як рік мати ліцензію на ведення валютних операцій і здійснювати валютні операції. При цьому вони повинні виконувати вимоги щодо мінімальної кількості клієнтів, які перебувають на валютному обслуговуванні, та щодо залишків на валютних рахунках. Для вступу в члени біржі комерційний банк повинен обов'язково мати кореспондентські відносини з кількома першокласними банками світу. Рішення про прийняття в члени біржі приймається 2/3 загальної кількості голосів членів біржового комітету.